# クリストファー・カロザース
クリストファー・カロザース（Christopher Carrothers、1839年6月30日 - 1921年2月25日）は、明治時代に来日した米国長老派教会のアメリカ人宣教師。

## 概要
カラゾルス、クリストファ・カラゾルスと表記されることが多い。

## 生涯

### 初期
1839年にアメリカ合衆国オハイオ州に、アイルランド系移民の農場経営者父ジョージ・カロザースと母アン生の間にまれる。家族はノッティンガム長老教会に所属していた。
1862年にペンシルベニア州ワシントンにある長老教会系のワシントン大学に入学した。1865年にカナダのキングストンにあるカナダ長老のクィーンズ・カレッジに入学した。1867年にクイーンズ大学を卒業して、シカゴ長老派神学校に入学した。1869年に神学校を卒業すると同時に、神学校の親友E・コーンズの推薦で宣教師に任命された。

### 横浜

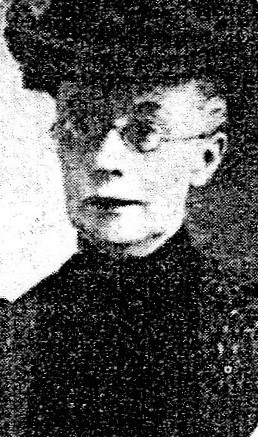
晩年のジュリア

1869年ジュリア・ドッジと結婚して、7月27日に横浜に上陸した。カロザースは横浜居留地39番の長老教会宣教師館に住み、ヘボン塾の手伝いを始めた。ディビッド・タムソン、コーンズ、カロザースは築地や浅草寺を見学して、大学南校の教頭であったグイド・フルベッキを尋ねて意見を聞いた。その結果在日ミッションの拠点を東京に置くことを決めて、カロザースが管理者に任命された。

### 築地
カロザース夫妻はヘボンと共に、築地の南小田原町に住んだ。そして、築地で英語塾を始めた。その中にはジョン万次郎の弟子伊澤修二もいた。1871年2月にジュリア夫人は体調不良のためにアメリカに一時帰国し、事故死したコーンズ遺児のハリーを本国の祖父の下に送り届けた。ジュリアは帰国中に女子教育に献身する使命を持った。
1872年4月3日に明治5年の銀座大火の翌日カロザース夫妻とタムソンは築地居留地6番の一切の家財を火事で失った。そこで、日本橋馬喰町の日本旅館に避難し、一ヵ月後築地居留地6番にバラックを建てて戻った。カロザースは英語塾の教え子で慶應義塾教師の後藤牧太の斡旋で、慶應義塾の教師として勤め始めた。授業中に聖書を教えたが、福沢諭吉はとがめることをしなかった。カロザースは慶應義塾の学科過程の改革に助言して、寺子屋式のカリキュラムをアメリカのカレッジ風に変えて、入学試験や進級試験を制度化した。

### 宣教師会議
1872年9月20日から、横浜居留地39番のJ・C・ヘボン邸で在日プロテスタント各教派による、第一回在日宣教師会議が開かれて、聖書の翻訳、教会の組織、医療事業などが協議された。その会議で、S・R・ブラウンが超教派主義を主張したのに大して、ヘボンとカロザースは教派主義を主張した。
1874年10月に英語塾を拡大して、英米長老派の協働によって築地居留地に隣接する新湊町4丁目に寄宿舎付きの英学校を開設した。この学校は築地大学校もしくは東京大学校とも呼ばれた。米国長老教会からはカロザースとディビッド・タムソンが教師となり、スコットランド一致長老教会からはヘンリー・フォールズ、ロバート・デイヴィッドスン、ヒュー・ワデルが教師となった。また、超宗派のエディンバラ医療宣教会のセオボールド・パームも教師に名を連ねた。瓜生外吉、都築馨六、尾崎行雄、真野文二、戸川安宅、戸田欽堂、増田増三、渡辺信、松本源太郎、赤壁次郎、石原保太郎、田村直臣など後に活躍した優秀な人材が学んだ。
1874年10月18日には、田村直臣など築地大学校の生徒を含む11名で、東京第一長老教会(日本基督教団芝教会と巣鴨教会の前身)を設立して、自らが仮牧師に就任した。
また、横浜でオランダ改革派教会がブラウン塾を開催して神学研究をしていた。その動きに合わせてアメリカ長老教会でも神学教育を始めるために、1875年1月5日に築地居留地6番の会堂で、築地六番神学校が開校された。教師はカロザースとO・M・グリーンが務めた。
このように、カロザースの築地での活動を中心にできた信仰者の群れは築地バンドと呼ばれる。

### 問題発生
カロザースの妻ジュリアが1874年春に長老教会フィラデルフィア婦人伝道局に加入して、ジュリアの女子学校は長老派女学校（Presbyterian Mission Female Seminary）と呼ばれた。メアリー・パークとケイト・ヤングマンが長老教会ニューヨーク夫人伝道局の援助のもとで、女子寄宿学校(The Girls Boarding School)を設立した。メアリー・パークはディビッド・タムソンと結婚した。これにより、二つの女学校はカロザース側とタムソン側に分かれて、さらに東京公会と東京第一長老教会の双方に分かれて対立関係になった。カロザースはジュリアの長老女学校の正当性を主張し、ヤングマンの女学校を閉鎖するように責め立てた。
そのころ、タムソン、ミラーの在日ミッション離脱問題も起きたので、ミッションはその事態収拾のために、ウィリアム・インブリーを派遣した。インブリーは在日ミッションの監督をするように派遣されてきたので、カロザースは不自由を感じるようになった。

### 宣教師辞任
1876年1月4日の築地居留地の東京第一長老教会で「耶蘇」の訳語の問題でインブリーと対立して、ミッションの辞任を宣言した。カロザースはのちに辞任を否定したが、在日ミッションはカロザース辞任を4月4日に決定した。在日ミッションの処分に反対した、千村五郎、戸田欽堂、出口せい、田村直臣らメンバーが原胤昭邸に集まって、カロザースを仮牧師とする日本独立長老教会を設立した。

### お雇い外国人
その後、広島英語学校の教師になり、大和田建樹を教えた。その後、大阪英語学校の教師になったが、1882年2月にアメリカに帰国した。
1887年(明治20年)に再び日本に戻り神奈川県尋常中等学校で教師をする。1895年仙台市の仙台第二高等学校の英語の教師になる。1896年(明治29年)2月11日紀元節に不敬事件を起こして排斥運動を起こされ解雇される。その後、アメリカに戻りワシントン州ポートスタンレーの農場の自宅で過ごした。
カロザースは晩年にユニテリアン・ユニヴァーサリズム的に信仰に傾倒した。1921年(大正10年)にワシントン州サンフアン郡ロペス島の自宅で没した。